# Абдул Мохманд
Абдул Ахад Мохманд (на пущунски: عبدالاحد مومند) е първият афганистански космонавт. Той прекарва 9 дни на борда на космическата станция Мир. Полковник.

## Биография
Абдул Ахад Мохманд е роден на 1 януари 1959 година в Сардах. Принадлежи на етническата група пущу. Завършва Политехническия университет на Кабул и после Военновъздушната академия.
Излита в 4:23 часа Гринуичко време на 29 август 1988 година заедно с Владимир Ляхов и Валери Поляков. По време на престоя си в Космоса прави снимки на Афганистан и участва в няколко експеримента. След завръщането си на земята е получава званието Герой на Съветския съюз.
Мохманд напуска родината си, получава политическо убежище и живее в Щутгарт, Германия.